# Thỏ tai cụp lông nhung

Một con thỏ tai cụp lông nhung nhồi bông

Thỏ tai cụp lông nhung (Plush Lop) là một giống thỏ có nguồn gốc từ Hoa Kỳ và được phát triển tại Úc. Giống này có hai kích cỡ gồm dòng thỏ cỡ nhỏ (Miniature) và dòng thỏ tiêu chuẩn (Standard).

## Lịch sử
Devie D'anniballe bắt đầu tạo ra giống này vào năm 1995 tại Hoa Kỳ. Bà đã thành công trong việc phát triển chúng bằng cách kết hợp các giống hiện có trước đây của thỏ tai cụp Hà Lan, thỏ Rex con (Mini Rex) và thỏ tai cụp cỡ nhỏ (Mini Lop). Mục đích của bà là tạo ra những con vật cưng hoàn hảo bằng cách giữ lại những phẩm chất tốt đẹp của các giống, trong khi "nhân giống ra" tất cả các vấn đề tồn tại trong các giống này.
Bằng cách lựa chọn cho những đặc điểm tốt nhất của từng giống, Devie tạo ra một giống thỏ nhỏ gọn, hấp dẫn cơ thể và đôi tai cụp của Holland Lop và Mini Lop, kết hợp với sự mềm mại, ngắn không gây dị ứng lông của Rex Mini. Vì mục đích của cô là tạo ra những con vật cưng hoàn hảo, cá tính là rất quan trọng trong chương trình nhân giống Devie của. Thỏ tai cụp lông nhung ngày nay có vui tươi, tính cách thân thiện, nhưng chúng cũng là ngoan ngoãn, đủ để cho phép chủ sở hữu của họ để giữ chúng trong một thời gian lâu dài.
Thỏ Plush Lop tiêu chuẩn được phát triển vào năm 2002 tại Úc bởi Christine Toyer. Christine đã phát triển Plush Lop bằng cách lai chéo với Thỏ tai cụp cỡ nhỏ (Dwarf Lops) với thỏ Rex tiêu chuẩn. Với dự kết hợp của lớp lông nhung ngắn của thỏ giống Rex, với tính cách yêu thương và ngoại hình dễ thương của các giống thỏ tai cụp Lop, thỏ Plush Lop là một giống rất nhiều để giới thiệu nó cho cả chủ sở hữu vật nuôi và cho lai tạo quan trọng.
Ở Úc và Anh, Plush Lop vẫn được coi là một giống phát triển, mặc dù có vẻ như là sớm để thỏ Plush sẽ trở thành một giống hoàn toàn được chuẩn hóa theo tiêu chuẩn của Hội đồng thỏ Anh. Plush Lops không bao giờ có thể trở thành một giống được chuẩn hóa đối với hiệp hội nhân giống thỏ Mỹ (ARBA), bởi vì một trong những quy tắc ARBA có nêu một loại mới của thỏ không thể được công nhận là một "giống" nếu nó chỉ khác với một giống hiện tại chỉ ở chất lượng lông. Vì vậy, nếu một Mini Plush Lop gần giống như một Holland Lop, ngoại trừ Rex, nó không phải là quá "khác biệt", đủ để được chấp nhận bởi các quy tắc của ARBA.

## Chăm sóc
Thỏ sơ sinh sau 15 giờ mới biết bú mẹ. Trong 18 ngày đầu thỏ hoàn toàn sống nhờ sữa mẹ. Nếu được bú đầy đủ thì da phẳng và 5-8 ngày đầu mới thấy bầu sữa thỏ mẹ căng phình ra, thỏ con nằm yên tĩnh trong tổ ấm, chỉ thấy lớp lông phủ trên đàn con động đậy đều. Nếu thỏ con đói sữa thì da nhăn nheo, bụng lép và đàn con động đậy liên tục. Nguyên nhân chủ yếu thỏ con chết là do đói sữa, dẫn đến suy dinh dưỡng, chết dần từ khi mở mắt.
Cho ăn cà rốt có thể khiến chúng bị sâu răng, cũng như gây nên những vấn đề về sức khỏe khác. Cà rốt và táo chứa nhiều đường thực vật, chỉ nên cho thỏ ăn những loại này ít. Chúng thích cam thảo nhưng nó lại không tốt bởi thỏ không thể tiêu hóa đường. Chúng thông thường không ăn rau củ có rễ, ngũ cốc hoặc trái cây, đặc biệt là rau diếp. Nên cho thỏ ăn cỏ, cải lá xanh đậm như bắp cải, cải xoăn, bông cải xanh (phải rửa sạch).
Luôn có thức ăn xanh trong khi chăm sóc, lượng thức ăn xanh cho chúng luôn chiếm 90% tổng số thức ăn trong ngày. Có thể cho chúng ăn thêm thức ăn tinh bột, không được lạm dụng vì chúng sẽ dễ bị mắc bệnh về đường tiêu hóa dẫn đến chết. Nhiều người cho rằng thỏ không cần uống nước là sai. Thỏ chết không phải do uống nước hay ăn cỏ ướt mà vì uống phải nước bẩn và ăn rau bị nhiễm độc.